# Tobrilus ornatus
Tobrilus ornatus is een rondwormensoort uit de familie van de Tobrilidae.